# Montefranco
Montefranco ist eine  italienische Gemeinde mit 1285 Einwohnern (Stand 31. Dezember 2023) in der Provinz Terni in der Region Umbrien.

## Geografie

Lage von Montefranco in der Provinz Terni

Die Gemeinde erstreckt sich über rund 10 km². Sie liegt etwa 70 km südöstlich von Perugia und rund 10 km nordöstlich von Terni am Fluss Nera an den Bergen Bufone und Monte Moro. Der Ort liegt in der klimatischen Einordnung italienischer Gemeinden in der Zone D, 2 047 GR/G.
Zu den Ortsteilen gehören Capitignano (229 m, ca. 20 Einwohner), Fontechiaruccia (223 m, ca. 470 Einwohner) und Varcone (490 m, ca. 25 Einwohner).
Die Nachbargemeinden sind Arrone, Ferentillo, Spoleto (PG) und Terni.

## Geschichte
Der Ort entstand zur Zeit der Langobarden in Umbrien. Seit dieser Zeit war der Ort mit den Herzögen von Spoleto verbunden. Um das Jahr 1000 entstand die Burg Castello di Bufone, die 1209 von Otto IV. eingenommen wurde. In der Mitte des 13. Jahrhunderts (1228 oder 1258) wurde der Ort zur freien Gemeinde, die 1395 von der Abtei San Pietro in Valle (heute Gemeindegebiet von Ferentillo) in die Confederazione dei dodici castelli (Vereinigung der zwölf Burgen) übernommen wurde. 1527 wurde die Gemeinde wieder freie Kommune, stand aber weitgehend unter der Kontrolle von Spoleto und dem Kirchenstaat. Dort blieb der Ort bis 1860, als Umbrien im Zuge des Risorgimento Region Italiens wurde. 1927 wurde der Ort in die neugegründete Provinz Terni eingeteilt.

## Sehenswürdigkeiten
- Chiesa della Madonna del Carmine, eine Kirche aus dem 16. Jahrhundert
- Chiesa di San Pietro, Kirche im Ortskern aus dem 18. Jahrhundert
- Chiesa di San Bernardino, eine Kirche aus dem Jahr 1454. Die Fresken werden Orlando Merlini zugeschrieben, einem Schüler des Benozzo Gozzoli.[8]
- Chiesa di Santa Maria Assunta, eine auf Weisung von Papst Eugen IV. im 15. Jahrhundert ausgebaute Kirche
- Stadttore Porta Franca und Porta Spoletina, heute noch vorhandene Stadttore des nicht mehr vorhandenen Castello di Bufone.[9]

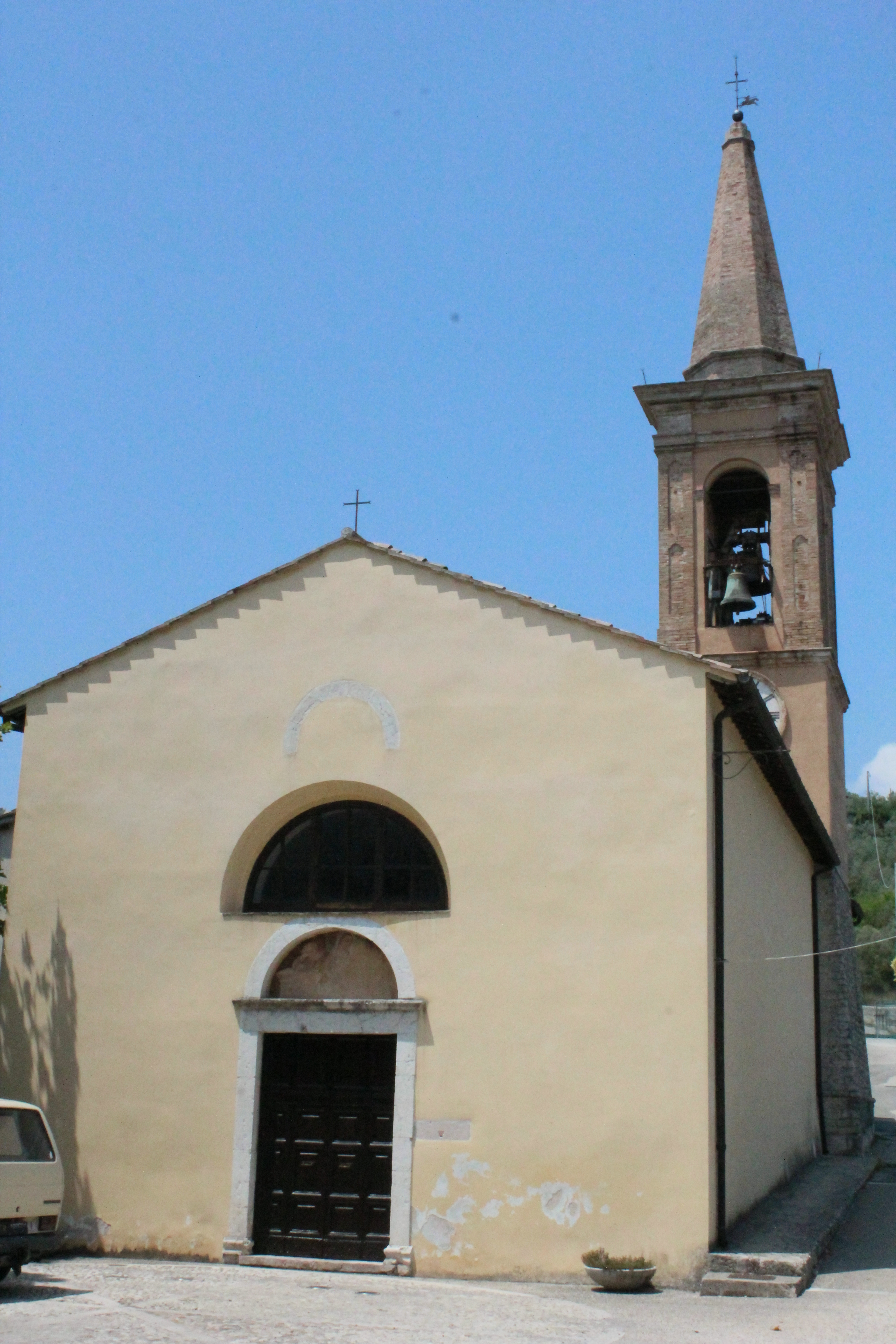
Kirche Madonna del Carmine
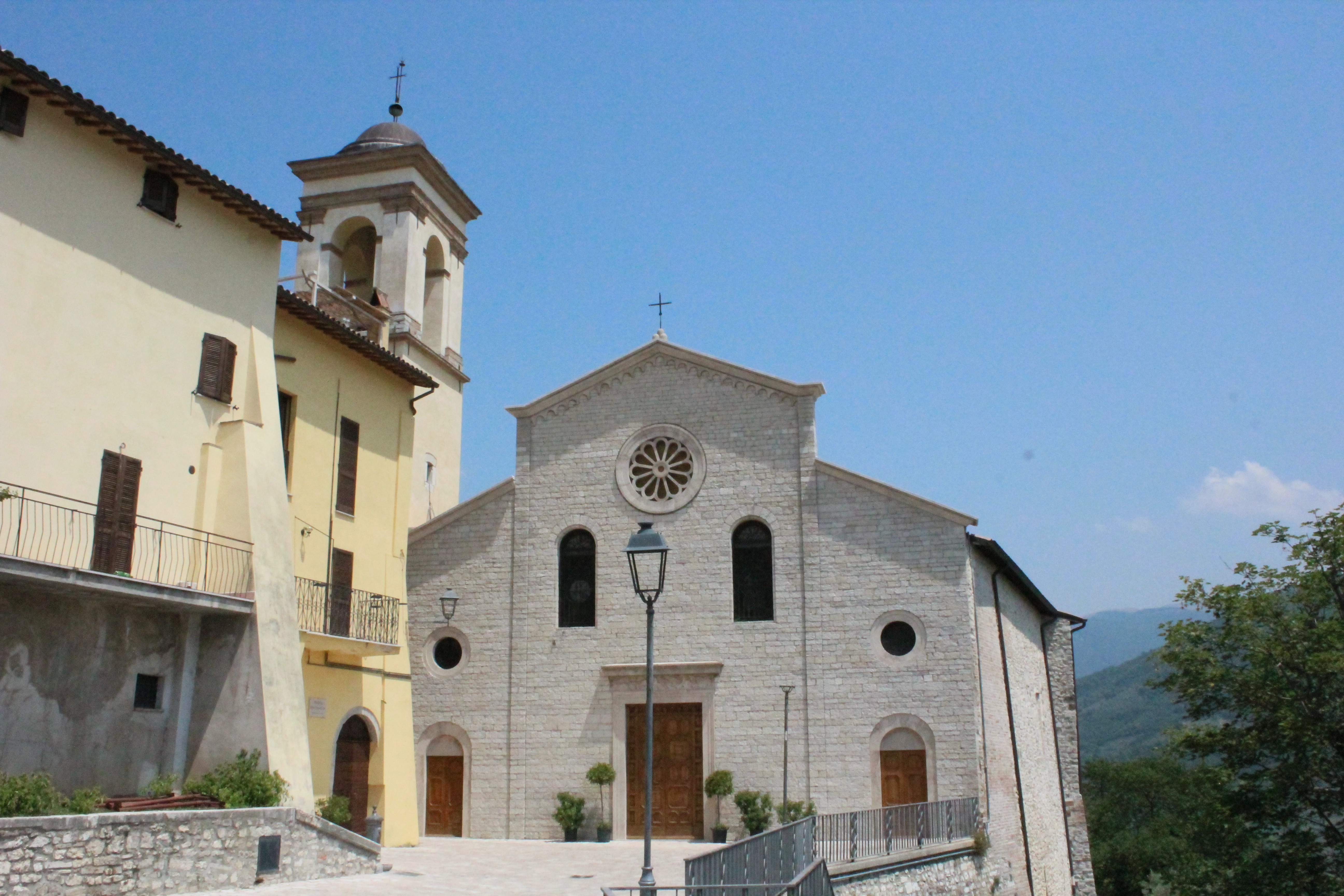
Pfarrkirche Santa Maria Assunta
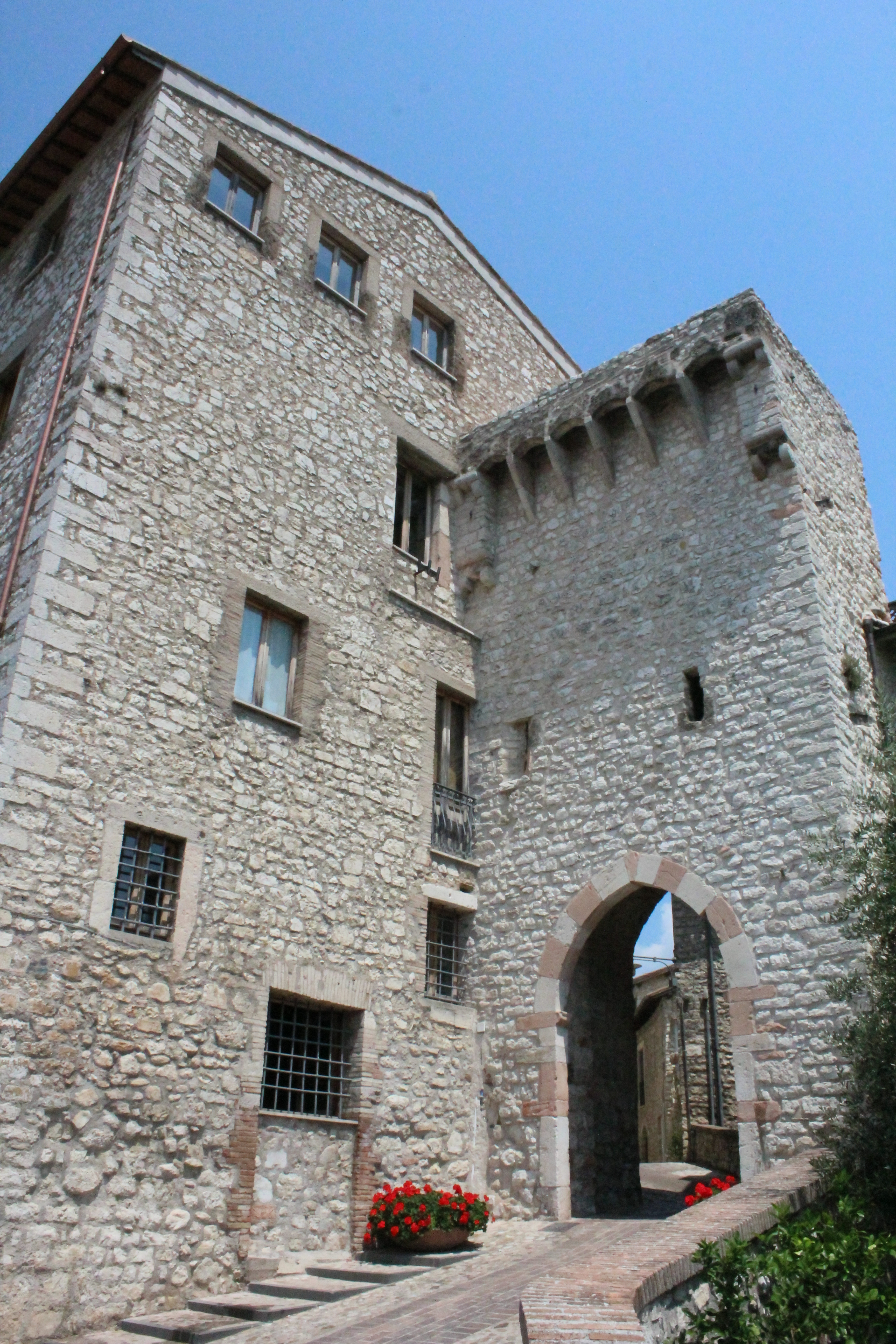
Porta Franca
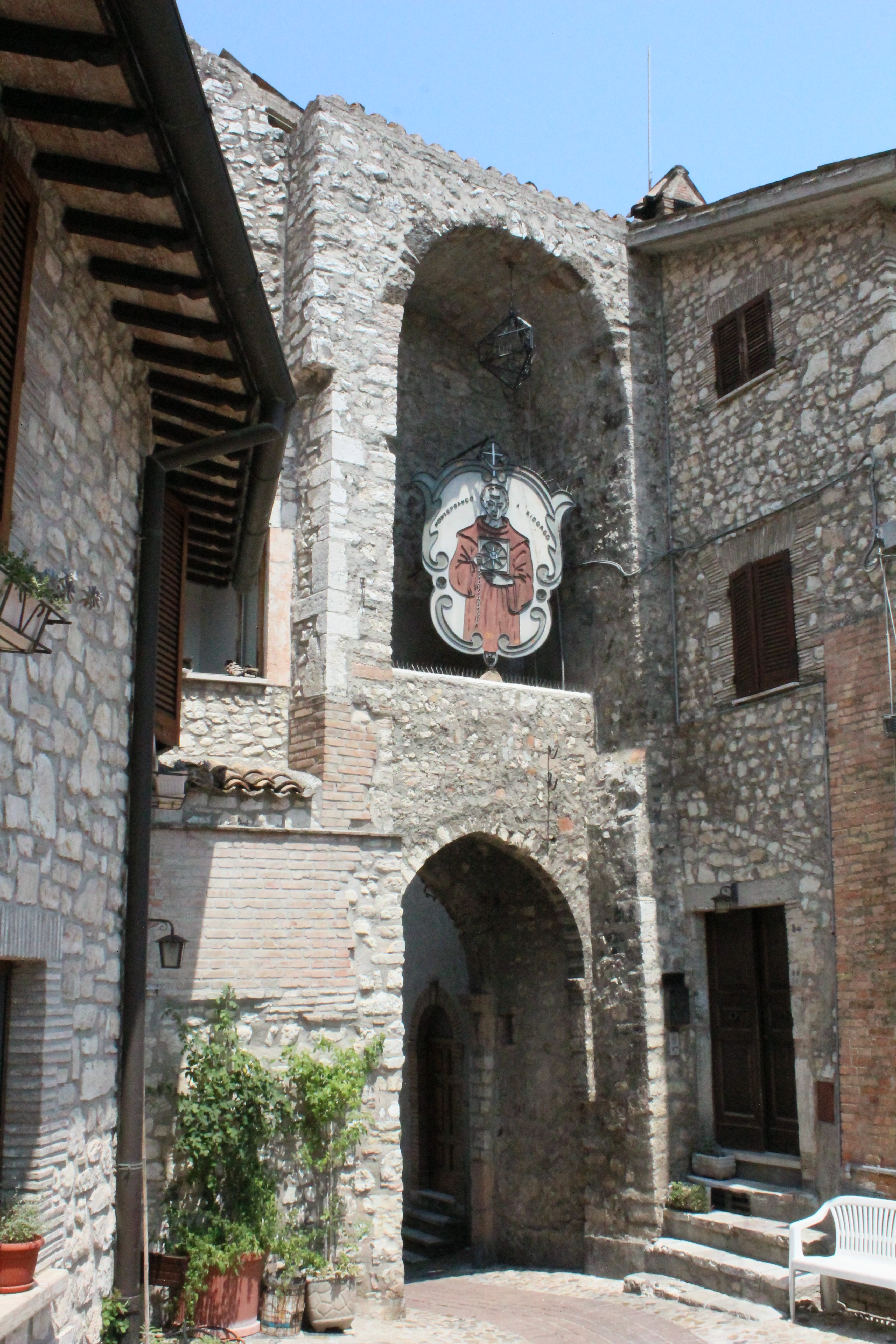
Porta Spoletina

## Söhne und Töchter des Ortes
- Bernardino Trionfetti (1803–1884), Bischof
- Donato Raffaele Sbarretti Tazza (1856–1939), ehemaliger Kurienkardinal
- Evaristo Lucidi (1866–1929), ehemaliger Kurienkardinal